# Голем (фильм, 1920)
«Голем, как он пришёл в мир» (нем. Der Golem, wie er in die Welt kam) — немой художественный фильм эпохи киноэкспрессионизма. Снят Карлом Бёзе и Паулем Вегенером по мотивам еврейской легенды о Големе, оживлённой магией глиняной статуе. Премьера фильма состоялась в Германии 29 октября 1920 года.

## Сюжет
Император (Отто Гебюр) намерен изгнать евреев из пражского гетто под тем предлогом, что они практикуют чёрную магию. Рабби Лёв (Альберт Штайнрюк) видит единственную возможность предотвратить изгнание — действительно обратиться к тёмным силам. Вызванный им демон Астарот сообщает рабби тайное Имя, которое может оживить Голема (Пауль Вегенер). Создав могучего глиняного человека и вдохнув в него жизнь, рабби ведёт его к Императору как демонстрацию чудесной мощи своей магии. На приёме у Императора рабби сотворяет ещё одно чудо — показывает на стене дворца историю Исхода, предварительно взяв с присутствующих слово сохранять тишину. Когда придворный шут это условие нарушает, со стены сходит ожившее изображение Моисея и взмахом руки сокрушает дворец. Император умоляет рабби спасти его, обещая не изгонять евреев из города; тогда Голем по приказу хозяина подпирает руками падающие каменные балки и спасает Императора и придворных.
Рабби и Голем с триумфом возвращаются в гетто. Рабби вынимает из груди Голема амулет с именем, который даёт истукану жизнь, и собирается разрушить его, но его отвлекает помощник Фамулус, который зовёт его на праздник.
В это время дочь рабби Мириам (Лида Салмонова) прячет у себя в спальне Флориана — одного из придворных Императора. К ней приходит Фамулус (который тоже в неё влюблён) и хочет проводить её в синагогу. Девушка отказывается, но тут Фамулус слышит, что в её комнате кто-то прячется. Он возвращается в лабораторию, находит амулет, оживляет Голема и приказывает ему ворваться в комнату к Мириам. Флориан выбегает на крышу, но Голем настигает его и сбрасывает вниз.
Убийство выводит его из-под контроля человека. Он похищает Мириам и устраивает в доме пожар. Рабби Лёв спасает дочь из огня, но Голема в доме уже нет — он выходит за пределы гетто и встречает детей. Когда он поднимает на руки одну из девочек, та вынимает у него из груди амулет, и Голем каменеет. Рабби Лёв и его помощники возвращают статую в гетто, чтобы больше не оживлять её никогда.

## В ролях
- Пауль Вегенер — голем
- Альберт Штайнрюк — Рабби Лёв
- Лида Салмонова — Мириам, дочь Лёва
- Отто Гебюр — император
- Эрнст Дойч — Фамулус
- Лотар Мютель — рыцарь Флориан
- Фриц Фельд — Джестер (в титрах не указан)

## Съёмки
По первоначальному замыслу создателей, кладбищенские сцены фильма планировалось снимать на реальном еврейском кладбище, однако еврейская община запретила съёмки. Тогда Пауль Вегенер вместе с художником Гансом Пёльцигом и оператором Карлом Фройндом задекорировали настоящий лес под кладбище, что придало сценам сочетание эффекта реальности и искусственности.
При съёмках сцены оживления мёртвого Голема, по словам сорежиссёра фильма Карла Бёзе, «не годились ни технические, ни физические, ни химические приёмы и способы». Расчёт делался на воображение зрителя и на иллюзию. Сцена оживления была реализована простой заменой объекта на живого актёра. Для этого Альберту Штайнрюку, который играл раввина, потребовалось изобразить неловкость при чтении пергамента до такой степени, чтобы казалось, что он вот-вот его уронит. В этот момент, когда взгляд зрителя был устремлён на лицо актёра, объект подменялся живым актёром — Паулем Вегенером.

## Художественные особенности
Известный историк кино Лотта Айснер, отмечая влияние эстетики Макса Рейнхардта, в труппе которого много лет работал Вегенер, пишет: «Пауль Вегенер всегда выступал против того, чтобы его „Голема“ относили к числу экспрессионистских произведений. И если сегодня „Голем“ все же кажется нам экспрессионистским фильмом, то это связано прежде всего с декорациями Ганса Пёльцига».

## Факты
- Во многом именно благодаря исполнению роли Голема Паулем Вегенером, образ оживлённого магией глиняного человека стал достаточно узнаваемым и часто используется в фантастической литературе и кино, хотя он во многом и был вытеснен схожим по смыслу образом Чудовища, созданного Франкенштейном.